# 乌斯季格里亚兹努哈农村居民点
乌斯季格里亚兹努哈农村居民点（俄语：Усть-Грязнухинское сельское поселение）是俄罗斯联邦伏尔加格勒州卡梅申区所属的一个农村居民点。其下辖有4个居民点，行政中心为乌斯季格里亚兹努哈。据2016年统计，该农村居民点的人口为1588人。